# Konståret 1942

## Händelser

### Okänt datum
- Skånska Konstnärsklubben bildades.
- Wilhelm Kåge initierade konstverkstaden Gustavsbergs Studio
- Begreppet Falugrafikerna skapades då utställningen Fem Falugrafiker anordnades av Dalarnas konstförening.
- Bertil Damm utnämns till professor vid Konstakademien.

## Verk
- Rita Angus – Porträtt av Betty Curnow
- Edward Hopper – Nattugglor

## Utställningar
- 14 oktober – First Papers of Surrealism, den V internationella surrealistutställningen, enligt André Breton,[1] efter Köpenhamn 1935, London 1936, Paris 1938 och Mexico City 1940, öppnar i New York på 451 Madison Avenue i lokaler som tillhör Coordinating Council of French Relief Societies. Marcel Duchamp svarar för utformningen av utställningen och dess lokaler. Breton svarar för urvalet av medverkande konstnärer. Bland amerikanerna finns Robert Motherwell och Kay Sage. 105 verk ställs ut sammanlagt.[2]

## Födda
- 6 januari - Kristina Anshelm, svensk konstnär.
- 8 januari - George Passmore, brittisk konstnär.
- 10 januari - Thore Hansen, norsk tecknare, illustratör och författare.
- 16 januari - Doris Funcke, svensk skådespelare och konstnär.
- 23 januari - K.G. Nilson, svensk konstnär och professor i grafisk konst vid Konsthögskolan i Stockholm.
- 24 januari - Vivian Zahl Olsen, norsk tecknare, grafiker och illustratör.
- 30 januari - Mette Newth, norsk författare och illustratör.
- 10 februari - Lawrence Weiner, amerikansk konstnär inom konceptkonsten.
- 15 mars - Margareta Sjödin, svensk skådespelare och konstnär.
- 25 mars - Monika Lind, svensk illustratör.
- 27 mars - Hans Ernback, svensk skådespelare, teaterregissör dramatiker och konstnär.
- 14 maj - Bo Trankell, svensk konstnär.
- 19 maj - Flemming Quist Møller, dansk musiker, illustratör, filmarbetare och författare.
- 30 maj - Gene Youngblood, amerikansk videokonstnär.
- 6 juni - Coosje van Bruggen (död 2009), 66, nederländsk konstnär och skulptör.
- 30 juli - Göran Boström, svensk konstnär och skribent.
- 9 augusti - Akos Sollar, ungersk skulptör och målare.
- 28 augusti - Peter Brunius, svensk konstnär och musiker.
- 19 september - Sten Eklund, svensk målare och grafiker.
- 26 september - Michael Söderlundh, svensk konstnär och konstlärare.
- 27 september - Ingmar Aldenhov, svensk målare, skulptör och keramiker.
- 3 oktober - Linda Hedendahl, svensk konstnär och poet.
- 26 oktober - Cecilia Torudd, svensk illustratör och serietecknare.
- 29 oktober - Adrian Meyer, schweizisk arkitekt och professor emeritus vid ETH i Zürich.
- 4 november - Ulf Eriksson, svensk konstnär.
- 23 november - Sigrun Sæbø Kapsberger, norsk illustratör och målare.
- okänt datum - Annika Rücker, svensk konstnär och kalligraf.
- okänt datum - Carl Cunningham-Cole, brittisk keramiker.
- okänt datum - Leif Eriksson, svensk illustratör och ornitolog.

## Avlidna
- 22 januari - Walter Sickert (född 1860), brittisk målare och grafiker
- 2 februari - Karl Johan Andersson (född 1853), svensk grafiker och målare.
- 7 februari - Ivan Bilibin (född 1853), rysk tecknare och målare.
- 30 mars - Hans Andersen Brendekilde (född 1857), dansk konstnär.
- 23 maj - Charles Robert Ashbee (född 1863), brittisk konsthantverkare och arkitekt.
- 10 juni - Carl Allard (född 1863), svensk konstnär.
- 18 juli - Bertil Damm (född 1887), svensk konstnär och professor.
- 10 augusti - Albert André Guillaume (född 1873), fransk konstnär.
- 26 september - Ola Eriksson (född 1852), svensk bildhuggare.
- 30 september - Jacques Émile Blanche (född 1861), fransk konstnär.
- 18 oktober - Michail Nesterov (född 1862), rysk konstnär
- 25 oktober - Ubaldo Oppi (född 1889), italiensk målare
- 22 december - Johann Vincenz Cissarz (född 1873), tysk konstnär och konstpedagog.
- okänt datum - Niels Bjerre (född 1864), dansk målare.